# Kupeharpalus
Kupeharpalus is een geslacht van kevers uit de familie van de loopkevers (Carabidae). De wetenschappelijke naam van het geslacht is voor het eerst geldig gepubliceerd in 2005 door Larochelle & Lariviere.

## Soorten
Het geslacht Kupeharpalus omvat de volgende soorten:
- Kupeharpalus barrattae Larochelle & Lariviere, 2005
- Kupeharpalus embersoni Larochelle & Lariviere, 2005
- Kupeharpalus johnsi Larochelle & Lariviere, 2005